# بيورن لوكيمانز
بيورن لوكيمانز (بالفرنسية: Björn Leukemans)‏ (و. 1977  م) هو راكب دراجة هوائية بلجيكي، شارك في طواف إسبانيا، وطواف فرنسا، وسباق طواف فرنسا 2011.

## سجل الفوز

### سباقات أو مراحل فاز بها
| التاريخ        | السباق                              | المركز                  |
| -------------- | ----------------------------------- | ----------------------- |
| 08 مايو 1999   | سيركيت دي والونيا 1999              | المركز الثالث           |
| 03 أغسطس 2000  | طواف الوني 2000                     | المركز الثاني           |
| 25 أبريل 2001  | شيلدبرايش 2001                      | التاسع في التصنيف العام |
| 02 سبتمبر 2001 | غروت بريجس جيف شيرنز 2001           | المركز الثاني           |
| 23 سبتمبر 2001 | جراند بريكس دي إسبيرجوس 2001        | الثامن في التصنيف العام |
| 24 مارس 2002   | شوليه باي دي لوار 2002              | الخامس في التصنيف العام |
| 25 يوليو 2002  | 2002 Grote Prijs Beeckman-De Caluwé | الفائز في التصنيف العام |
| 02 أغسطس 2002  | طواف الوني 2002                     | الرابع في التصنيف العام |
| 09 أكتوبر 2002 | 2002 KAJ-KWB Prijs                  | المركز الثاني           |
| 23 فبراير 2003 | Classic Haribo 2003                 | العاشر في التصنيف العام |
| 02 أبريل 2004  | روت أديلي 2004                      | التاسع في التصنيف العام |
| 17 أغسطس 2004  | غروت بريجس ستاد زوتيجم 2004         | المركز الثالث           |
| 31 أغسطس 2005  | 2005 Stadsprijs Geraardsbergen      | المركز الثاني           |
| 04 سبتمبر 2005 | غروت بريجس جيف شيرنز 2005           | المركز الثاني           |
| 14 سبتمبر 2005 | جي بي دي والوني 2005                | المركز الثاني           |
| 28 أغسطس 2008  | 2008 Stadsprijs Geraardsbergen      | المركز الثالث           |
| 10 أكتوبر 2008 | 2008 Zwevezele Koers                | المركز الثاني           |
| 04 مارس 2009   | لو سامين 2009                       | المركز الثالث           |
| 01 يناير 2010  | دريفينكويرز أوفيريجز 2010           | الفائز في التصنيف العام |
| 24 مارس 2010   | دفارز دور فلاندرز 2010              | المركز الثاني           |
| 22 يوليو 2010  | 2010 Grote Prijs Beeckman-De Caluwé | المركز الثاني           |
| 01 سبتمبر 2010 | 2010 Stadsprijs Geraardsbergen      | المركز الثاني           |
| 01 يناير 2011  | دريفينكويرز أوفيريجز 2011           | الفائز في التصنيف العام |
| 01 يناير 2011  | هيستسي بيجل 2011                    | الفائز في التصنيف العام |
| 13 أبريل 2011  | برابانتس بييل 2011                  | المركز الثاني           |
| 29 مايو 2011   | طواف بلجيكا 2011                    | المركز الثالث           |
| 19 أغسطس 2011  | طواف ليموزين 2011                   | الفائز في التصنيف العام |
| 14 سبتمبر 2011 | جي بي دي والوني 2011                | المركز الثالث           |
| 01 يناير 2012  | دريفينكويرز أوفيريجز 2012           | الفائز في التصنيف العام |
| 29 أغسطس 2012  | 2012 Stadsprijs Geraardsbergen      | الفائز في التصنيف العام |
| 12 سبتمبر 2012 | جي بي دي والوني 2012                | المركز الثالث           |
| 10 أبريل 2013  | برابانتس بييل 2013                  | المركز الثالث           |
| 21 أغسطس 2013  | دريفينكويرز أوفيريجز 2013           | الفائز في التصنيف العام |
| 08 أكتوبر 2013 | بينشي-شيمي-بينشي 2013               | المركز الثاني           |
| 22 أغسطس 2014  | طواف ليموزين 2014                   | المركز الثاني           |
| 28 أغسطس 2014  | 2014 Stadsprijs Geraardsbergen      | المركز الثالث           |
| 11 سبتمبر 2014 | 2014 Izegem Koers                   | المركز الثاني           |
| 14 يونيو 2015  | طواف ليمبورغ 2015                   | الفائز في التصنيف العام |
| 23 أغسطس 2015  | غروت بريجس جيف شيرنز 2015           | الفائز في التصنيف العام |
| 02 سبتمبر 2015 | 2015 Stadsprijs Geraardsbergen      | الفائز في التصنيف العام |

## روابط خارجية
- بيورن لوكيمانز على موقع الاتحاد الدولي للدراجات (الإنجليزية)
- بيورن لوكيمانز على موقع أرشيف الدراجات (الإنجليزية)
- بيورن لوكيمانز على موقع إحصائيات الدراجات الإحترافية (الإنجليزية)
- بيورن لوكيمانز على موقع نسبة الدراجات (الإنجليزية)
- بيورن لوكيمانز على موقع CycleBase (الإنجليزية)